# ال گواکامایو
ال گواکامایو (انگلیسی: El Guacamayo) یک منطقهٔ مسکونی در کلمبیا است.